# Benjamin Lecomte
Benjamin Lecomte (París, 26 de abril de 1991) es un futbolista francés que juega de portero en el Fulham F. C. de la Premier League.

## Trayectoria
Nacido en París, llegó en 2009 al F. C. Lorient procedente de la cantera del Chamois Niortais. Desde su llegada fue suplente habitual de Fabien Audard, así que se marchó cedido al Dijon F. C. O. durante la temporada 2013-14. Una vez esta finalizó regresó a la disciplina del F. C. Lorient y, desde entonces, se convirtió en titular indiscutible con el conjunto bretón.
Tras el descenso a Ligue 2 de Les Merlus al término de la temporada 2016-17, fichó por el Montpellier H. S. C. Después dos temporadas en el conjunto occitano, el 15 de julio de 2019 se hizo oficial su fichaje por el A. S. Monaco F. C.
En Mónaco también estuvo dos años, marchándose en agosto de 2021 al Atlético de Madrid para jugar cedido la temporada 2021-22. No llegó a disputar ningún minuto y fue siempre suplente de Jan Oblak. Aun así se quedó en España, llegando a mediados de julio al R. C. D. Espanyol. En este equipo participó en diez encuentros antes de cancelarse la cesión en el mes de enero para regresar a Montpellier. Un su última temporada de esta segunda etapa llegó a ser el capitán.
El 26 de julio de 2025 se anunció su incorporación al Fulham F. C. con un contrato por dos años.

## Selección nacional
Fue internacional con Francia en categorías inferiores. En septiembre de 2018 recibió su primera convocatoria con la absoluta para los partidos de Liga de Naciones de la UEFA ante Alemania y Países Bajos como reemplazo del lesionado Hugo Lloris, aunque no llegó a disputar ningún minuto.

## Clubes
| Club                        | País       | Año       |
| --------------------------- | ---------- | --------- |
| F. C. Lorient               | Francia    | 2009-2017 |
| Dijon F. C. O. (cedido)     | Francia    | 2013-2014 |
| Montpellier H. S. C.        | Francia    | 2017-2019 |
| A. S. Monaco F. C.          | Francia    | 2019-2023 |
| Atlético de Madrid (cedido) | España     | 2021-2022 |
| R. C. D. Espanyol (cedido)  | España     | 2022-2023 |
| Montpellier H. S. C.        | Francia    | 2023-2025 |
| Fulham F. C.                | Inglaterra | 2025-     |